# Guilherme Delaroli
Guilherme Jandre Delaroli (Maricá, 01 de dezembro de 1975), é um político brasileiro, filiado ao Partido Liberal (PL). Atualmente é deputado estadual no Rio de Janeiro, após ter sido eleito para o cargo em 2022.
Em fevereiro de 2024, votou a favor do fim do afastamento da deputada Lucinha, determinado pelo Tribunal de Justiça do estado por ela ser acusada de possuir ligações com milicianos.